# Chatouilleuses
Chatouilleuses (wł. Collectif des Femmes Pour la Vie Publique) – kobieca milicja działająca na przełomie lat 60. i 70. XX wieku na Majotcie. Część sorodas (z maore „żołnierze”), profrancuskiego ruchu aktywnego na wyspie przed ogłoszeniem niepodległości przez Komory.
W 1958 roku rada terytorialna Terytorium Komorów podjęła uchwałę o przeniesieniu centrum administracyjnego z Dzaoudzi na Majotcie do Moroni na wyspie Wielki Komor. Decyzja ta spotkała się z oporem mieszkańców Majotty, dla których oznaczała ona utratę prestiżu, pracy, oraz przeniesienie urzędów na drugi koniec archipelagu. Przenosinom szczególnie niechętne były kobiety, dla których oznaczały one rozbicie więzi rodzinnych i związane z tym problemy ekonomiczne. W warunkach powszechnej na Komorach poligamii, odejście urzędników na Wielki Komor mogło wiązać się z porzuceniem rodzin na Majotcie.
Na skutek oporu ludności przeniesienie administracji odbywało się powoli, w latach 1958 – 1966. W 1965 roku na Majottę powróciła z Madagaskaru nauczycielka Koranu (fundi) Zena M'Dere. Również niechętna utracie znaczenia przez wyspę, działając we współpracy z Ludowym Ruchem Majotty (Mouvement Populaire Mahorais, MPM), Zena M'Dere zaktywizowała politycznie kobiety. Zainspirowania praktykowaną na Madagaskarze torturą łaskotania, zdając sobie sprawę, że formalnie łaskotanie nie podlega na Komorach karze, utworzyła liczący kilkaset osób ruch zwany potocznie chatouilleuses (z fr. „łaskoczące”). W przeciwieństwie MPM, którego kierownictwo należało w znacznej mierze do Kreoli, chatouilleuses składały się głównie z rdzennych mieszkanek wyspy.
Chatouilleuses prowadziły na przełomie lat 60. i 70. XX kampanię ośmieszania, upokarzania i uprzykrzania życia prokomoryjskim politykom na Majotcie. Podstawową taktyką działania było zdarcie ubrania, a następnie łaskotanie napadniętej osoby. W Dzaoudzi zwolennikom integracji z Komorami utrudniano odpoczynek, a to poprzez obrzucanie w nocy ich domów kamieniami. Dwukrotnie ich działalność doprowadziła do kryzysów politycznych na wyspach. W 1966 roku w celu poprawy stosunków po przeniesieniu administracji, na Majottę przybył ówczesny przewodniczący rady rządowej Komorów, Said Mohamed Cheikh. Po tym, jak zgodził się na spotkanie jedynie z niewielką delegacją kobiet, doszło do wybuchu niezadowolenia i zamieszek. Cheikh zmuszony został do ucieczki przed tłumem kobiet, a następnie do przekradnięcia się w kobiecym przebraniu na lotnisko. Upokorzony i obrażony polityk obciął fundusze przeznaczone dla wyspy. Do drugiego incydentu doszło w grudniu 1969 roku, gdy po transmisji przemówienia Cheikha chatouilleuses zaatakowały obsługę nadajnika radiowego w Dzaoudzi. W odwecie Cheikh zdymisjonował majotyjskich ministrów, dwóch przywódców Ludowego Ruchu Majotty zostało aresztowanych, a nadajnik przeniesiono do Moroni. W październiku 1969 roku w Mamoudzou chatouilleuses powstrzymały przed odpłynięciem z wyspy grupę prokomoryjskich aktywistów. Doszło do interwencji komoryjskich sił porządkowych, podczas której śmierć poniosła jedna z przywódczyń kobiet – Zakia Madi, a dwadzieścia innych osób zostało rannych.
Władze Komorów początkowo próbowały nie zauważać działalności chatouilleuses, a represje związane z ich działalnością dotykały mężczyzn – polityków związanych z MPM. Politycy MPM oskarżani byli o podważanie tradycyjnej roli kobiet. W późniejszym czasie represje dotknęły także i kobiety; niektóre (w tym także Zenę M'Dere) skazano na karę więzienia. Po osiągnięciu przez Majotyjczyków wstępnego celu, jakim była secesja z Komorów i pozostanie przy Francji (referendum niepodległościowe z 1974 roku), większość kobiet wycofała się z polityki, a ruch chatouilleuses w naturalny sposób wygasł.
Przywódczynie chatouilleuses (Boueni M'titi, Zena M'Dere, Zaina Meresse, Zakia Madi) upamiętnione są na Majotcie nazwami szkół i ulic. Zaina Meresse i Zena M'Dere odznaczone zostały orderami Legii Honorowej Dewiza Majotty RA HAHIRI (z maore „jesteśmy czujni”) nawiązuje w szczególności do działalności chatouilleuses.